# مدل سازی چند مقیاسی
مدل‌سازی چند مقیاسی (انگلیسی: Multiscale modeling) یکی از روش‌های کاربردی در شبیه‌سازی سیستم‌های فیزیکی است که در آن‌ها خواص فیزیکی مواد در مقیاس‌های گوناگون در نظر گرفته می‌شود.
به بیانی دیگر مدل‌سازی چند مقیاسی روشی برای حل مسائلی است که ویژگی‌های مهمی در مقیاس‌های زمانی و یا مکانی متعدد دارند. مهم ترین این مسائل شامل مدل‌سازی چند مقیاسی سیالات ، جامدات ، پلیمرها ، پروتئین‌ها    و نوکلئیک اسیدها   در کنار تعداد زیادی از پدیده‌های مختلف فیزیکی و شیمیایی دیگر (مانند جذب، واکنش‌های شیمیایی، انتشار).

## پیشینه و تعاریف اولیه
باتوجه به توسعه ابزارهای محاسباتی در دهه‌های اخیر و خلق شبیه‌سازی‌های در مقیاس اتمی در حوزه‌های مختلف عملا دقت محاسباتی در مسائل گوناگون افزایش قابل توجهی یافته است. از طرفی اما همین ابزارهای توسعه یافته در شبیه‌سازی سیستم‌های ماکرو در مقیاس اتمی همچنان ناتوان بوده و بزرگ ترین مساله ای که تاکنون در مقیاس اتمی شبیه‌سازی شده است، دربرگیرنده ی ۱۰۰ میلیارد اتم می‌باشد که این عدد در مقایسه با سیستم‌های ماکرو بسیار بسیار ناچیز می‌باشد. بنابراین تعارضی به وجود آمده است از سویی دانشمندان به دنبال دقت بالای محاسباتی شبیه‌سازی‌های در مقیاس میکرو یا نانو بوده و از سوی دیگر توانایی ابزارهای محاسباتی امروزه اجازه شبیه‌سازی سیستم‌های ماکرو در آن مقیاس‌ها را نمی دهند.
لازم به ذکر است که موج اخیر مدل‌سازی چند مقیاسی مرتبط با مکانیک جامدات که اکنون به یک فعالیت چند رشته‌ای بین‌المللی تبدیل شده و تقریباً تمام صنایع را در برگرفته است، از منبعی نامحتمل نشأت گرفته است. از آنجایی که آزمایشگاه‌های ملی وزارت انرژی ایالات متحده (DOE) شروع به کاهش آزمایش‌های زیرزمینی هسته‌ای در اواسط دهه 1980 کردند، با آخرین آزمایش در سال 1992، ایده طراحی و مفاهیم تحلیل مبتنی بر شبیه‌سازی متولد شد و مدل‌سازی چند مقیاسی کلیدی برای دستیابی به شبیه‌سازی‌های دقیق‌تر بود. برهمین اساس ابزارهای پیش بینی دقیق، تعداد تست‌های سطح سیستم‌های مقیاس بزرگ که قبلاً برای اعتبارسنجی یک طراحی استفاده می‌شدند را به طور قابل توجهی کاهش داد.
رشد مدل‌سازی چند مقیاسی در بخش صنعتی در درجه اول به دلیل انگیزه‌های مالی بود. از دیدگاه آزمایشگاه‌های ملی DOE، تغییر ذهنیت آزمایش‌های سیستم‌های مقیاس بزرگ به دلیل پیمان منع استفاده از سلاح‌های هسته‌ای در 1996 رخ داد. هنگامی که صنعت متوجه شد که مفاهیم مدل‌سازی چند مقیاسی و طراحی مبتنی بر شبیه‌سازی نسبت به نوع محصول تغییر نمی‌کند و شبیه‌سازی‌های چند مقیاسی موثر در واقع می‌تواند منجر به بهینه‌سازی طراحی شود، یک تغییر پارادایم در اقدامات مختلف در صنایع مختلف در بخش کاهش هزینه‌ها شروع شد. صرفه جویی و دقت در برآورد ضمانت محصول منطقی شد. چه طراحی یک خودرو، هواپیما، ساختمان یا هر سیستم ساختاری برای آن موضوع، آزمایش‌های سیستم‌های مقیاس بزرگ گران بودند (و هستند) و مدل‌های هزینه نشان دادند که یک طراحی مبتنی بر فیزیک می‌تواند بازگشت سرمایه‌گذاری زیادی داشته باشد. مزایا استفاده از شبیه‌سازی‌های چندمقیاسی شامل موارد زیر است :
1. مدل‌سازی چند مقیاسی می‌تواند زمان توسعه محصول را با کاهش تکرارهای پرهزینه آزمون و خطا کاهش دهد.
2. مدل‌سازی چند مقیاسی می‌تواند هزینه‌های محصول را از طریق نوآوری در طراحی مواد، محصول و فرآیند کاهش دهد.
3. مدل‌سازی چند مقیاسی می‌تواند تعداد آزمایش‌های پرهزینه در مقیاس سیستم‌های بزرگ را کاهش دهد.
4. مدل‌سازی چند مقیاسی می‌تواند کیفیت و عملکرد محصول را با ارائه پیش بینی‌های دقیق‌تر از پاسخ به بارهای طراحی افزایش دهد.
5. مدل‌سازی چند مقیاسی می‌تواند به توسعه مواد جدید کمک کند.
6. مدل‌سازی چند مقیاسی می‌تواند به عمل پزشکی در انجام ارزیابی‌های تشخیصی و پیش‌آگهی مربوط به بدن انسان کمک کند.

## حوزه‌های تحقیق

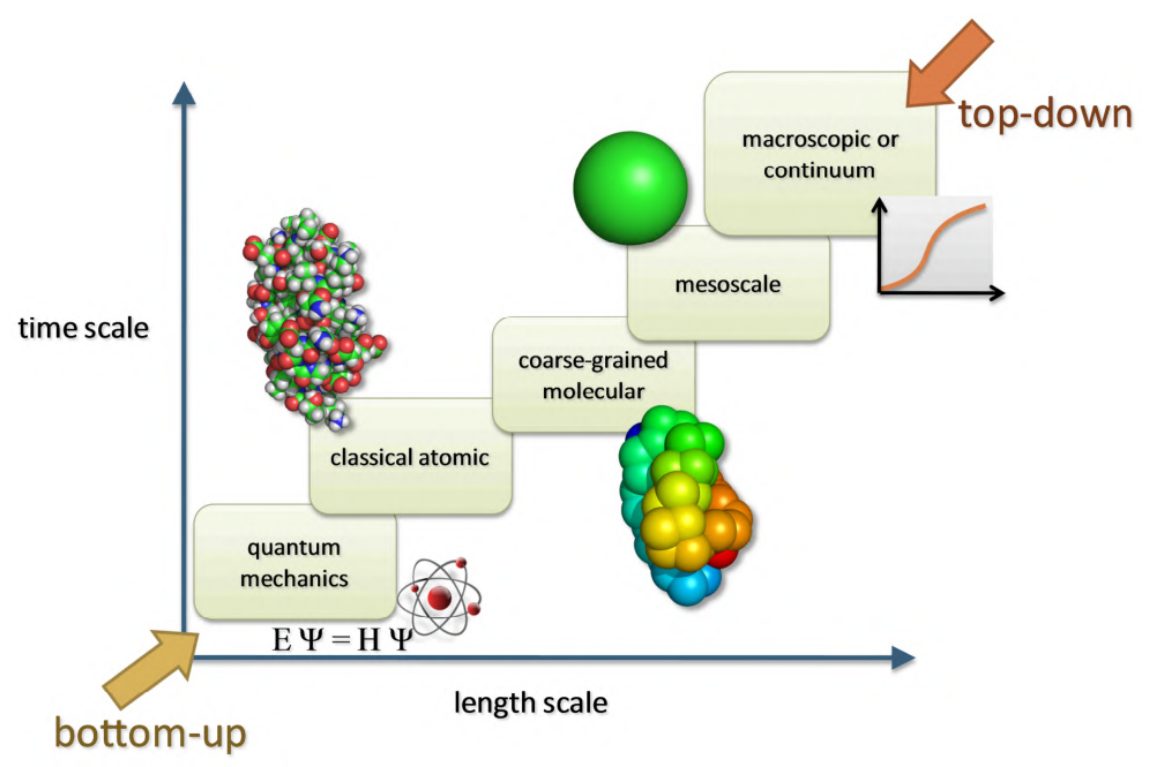
شماتیک مقیاس‌های مختلف

مدل‌سازی چند مقیاسی در فیزیک و شیمی با هدف محاسبه خواص مواد یا رفتار سیستم در یک مقیاس با استفاده از اطلاعات یا مدل‌های مقیاس‌های مختلف انجام می‌شود. در هر مقیاس، رویکردهای خاصی برای توصیف یک سیستم استفاده می‌شود. در ادبیات فنی این حوزه مقیاس‌های زیر معمولاً مطرح می‌شوند: 
1. مقیاس مدل‌های مکانیکی کوانتومی که اطلاعات مربوط به الکترون‌ها شامل می‌شود.
2. مقیاس دینامیک مولکولی که اطلاعات مربوط به اتم‌ها شامل می‌شود.
3. مدل‌های درشت دانه که اطلاعاتی در مورد اتم‌ها و یا گروه‌های اتم‌ها در آن گنجانده شده است.
4. مقیاس مزو یا در سطح نانو که اطلاعات مربوط به گروه‌های بزرگ اتم‌ها و یا موقعیت مولکول‌ها در آن ارائه می‌شود.
5. مقیاس محیط‌های پیوسته.

هر سطح به یک پدیده در یک پنجره خاص از طول و زمان می‌پردازد. مدل‌سازی چند مقیاسی به‌ویژه در مهندسی مواد محاسباتی بسیار کاربرد دارد چرا که امکان پیش‌بینی خواص مواد یا رفتار سیستم را بر اساس دانش روابط فرآیند-ساختار-ویژگی به ما می‌دهد.

## انواع مدل‌های چند مقیاسی
در رویکرد چند مقیاسی، می‌توان از مدل‌های متنوعی در سطوح مختلف وضوح و پیچیدگی برای مطالعه یک سیستم استفاده کرد. مدل‌های مختلف به صورت تحلیلی یا عددی به هم مرتبط می‌شوند. برای مثال، می‌توان رفتار مکانیکی جامدات را با استفاده از هر دو مدل اتمی و پیوسته به طور همزمان مطالعه کرد، با روابط سازنده مورد نیاز در مدل پیوسته محاسبه شده از مدل اتمی. امید این است که با استفاده از چنین رویکرد چند مقیاسی (و چند فیزیک) بتوان تعادلی بین دقت (که به نفع استفاده از مدل‌های دقیق‌تر و میکروسکوپی است) و امکان‌سنجی (که به نفع استفاده از جزئیات کمتر و ماکروسکوپی‌تر است) برقرار کرد. 

### مدلسازی چند مقیاسی متوالی
در مدل‌سازی چند مقیاسی متوالی، مدلی در مقیاس کلان وجود دارد که در آن برخی از جزئیات روابط سازنده با استفاده از مدل‌های مقیاس خرد از پیش محاسبه می‌شوند. به عنوان مثال، اگر مدل مقیاس کلان معادله دینامیک گاز باشد، در این صورت یک معادله حالت مورد نیاز است. این معادله حالت را می‌توان با استفاده از نظریه جنبشی از قبل محاسبه کرد. هنگام انجام شبیه‌سازی دینامیک مولکولی با استفاده از پتانسیل‌های تجربی، شکل عملکردی پتانسیل تجربی را در نظر می‌گیریم، پارامترهای موجود در پتانسیل با استفاده از مکانیک کوانتومی از پیش محاسبه می‌شوند.
مدل‌سازی چند مقیاسی متوالی عمدتاً به مواردی محدود می‌شود که تنها چند پارامتر بین مدل‌های مقیاس کلان و خرد منتقل می‌شوند. به همین دلیل به آن پاس پارامتر نیز می‌گویند. البته لازم نیست اینطور باشد: نشان داده شده است که روابط سازنده که توابع حداکثر 6 متغیر هستند، در صورت استفاده از نمایش‌های پراکنده می‌توانند به طور موثر از قبل محاسبه شوند. 

### مدلسازی چند مقیاسی همزمان
در مدل‌سازی چند مقیاسی همزمان، کمیت‌های مورد نیاز در مقیاس ماکرو در لحظه از ریزمقیاس در حین انجام محاسبات استخراج می‌شوند. در این مدل، سیستم‌های ماکرو و میکرو به طور همزمان استفاده می‌شوند. دوباره مثال دینامیک مولکولی را در نظر بگیرید. اگر کسی بخواهد نیروهای بین اتمی را از اصل اول محاسبه کند، به جای مدلسازی تجربی، انجام این کار در حین محاسبات بسیار کارآمدتر است. پیش محاسبه نیروهای بین اتمی به عنوان توابع موقعیت همه اتم‌ها در سیستم عملی نیست زیرا متغیرهای مستقل زیادی وجود دارد. از سوی دیگر، در یک شبیه‌سازی معمولی، سیستم می‌تواند تنها بخش بسیار کوچکی از سطح انرژی پتانسیل را مورد مطالعه و ارزیابی قرار دهد. مدل‌های چند مقیاسی همزمان به سیستم اجازه می‌دهد تا نیروهای بین اتمی را در نقاطی که مورد نیاز است ارزیابی کند.

## دو نوع مسئله چند مقیاسی
نوع اول مسائلی هستند که در آن‌ها برخی رویدادهای جالب مانند واکنش‌های شیمیایی، تکینگی‌ها یا نقص‌ها به صورت محلی اتفاق می‌افتد. در این شرایط، برای حل رفتار محلی این رویدادها باید از یک مدل مقیاس خرد استفاده کنیم و در جاهای دیگر می‌توانیم از مدل‌های مقیاس کلان استفاده کنیم. نوع دوم مسائلی هستند که برخی از اطلاعات سازنده برای آنها در مدل مقیاس کلان وجود ندارد و برای تامین این اطلاعات گمشده، استفاده توامان از مدل مقیاس کوچک ضروری است.